# Gong Jinjie
Gong Jinjie (宫金杰S, Gōng JīnjiéP; Jilin, 12 novembre 1986) è un'ex pistard cinese, vincitrice della medaglia d'oro nella velocità a squadre ai Giochi olimpici di Rio de Janeiro 2016 e d'argento ai Giochi di Londra 2012, e del titolo mondiale 2015 nella stessa specialità.

## Palmarès
- 2008

4ª tappa Coppa del mondo 2007-2008, 500 metri a cronometro
- 2009

Classifica finale Coppa del mondo 2008-2009, 500 metri a cronometro
2ª prova Coppa del mondo 2009-2010, velocità a squadre (con Lin Junhong)
- 2010

4ª prova Coppa del mondo 2009-2010, velocità a squadre (con Lin Junhong)
Campionati asiatici, velocità a squadre (con Lin Junhong)
1ª prova Coppa del mondo 2010-2011, velocità a squadre (con Lin Junhong)
- 2011

3ª prova Coppa del mondo 2010-2011, velocità a squadre (con Lin Junhong)
Campionati asiatici, velocità a squadre (con Lin Junhong)
- 2012

3ª prova Coppa del mondo 2011-2012, velocità a squadre (con Guo Shuang)
- 2013

3ª prova Coppa del mondo 2012-2013, velocità
Cottbuser SprintCup, 500 metri a cronometro
- 2014

Giochi asiatici, velocità a squadre (con Zhong Tianshi)
2ª prova Coppa del mondo 2014-2015, velocità a squadre (con Zhong Tianshi)
- 2015

Campionati del mondo, velocità a squadre (con Zhong Tianshi)
Grand Prix Germany, velocità a squadre (con Zhong Tianshi)
1ª prova Coppa del mondo 2015-2016, velocità a squadre (con Zhong Tianshi)
2ª prova Coppa del mondo 2015-2016, velocità a squadre (con Zhong Tianshi)
- 2016

Campionati asiatici, velocità a squadre (con Zhong Tianshi)
Giochi olimpici, velocità a squadre (con Zhong Tianshi)

## Piazzamenti
- Campionati del mondo

Bordeaux 2006 - Velocità: 13ª
Palma di Maiorca 2007 - 500 metri a cronometro: 14ª
Palma di Maiorca 2007 - Velocità a squadre: 6ª
Palma di Maiorca 2007 - Velocità: 13ª
Manchester 2008 - 500 metri a cronometro: 5ª
Manchester 2008 - Velocità a squadre: 2ª
Manchester 2008 - Velocità: 12ª
Manchester 2008 - Keirin: 12ª
Pruszków 2009 - 500 metri a cronometro: 13ª
Pruszków 2009 - Velocità a squadre: 7ª
Pruszków 2009 - Velocità: 14ª
Ballerup 2010 - 500 metri a cronometro: 8ª
Ballerup 2010 - Velocità a squadre: 2ª
Ballerup 2010 - Velocità: 14ª
Apeldoorn 2011 - Velocità a squadre: 3ª
Apeldoorn 2011 - Velocità: 16ª
Apeldoorn 2011 - Keirin: 13ª
Melbourne 2012 - 500 metri a cronometro: 10ª
Melbourne 2012 - Velocità a squadre: 3ª
Minsk 2013 - Velocità: 5ª
Minsk 2013 - Keirin: 2ª
Minsk 2013 - Velocità a squadre: 2ª
Saint-Quentin-en-Yvelines 2015 - Velocità a squadre: vincitrice
Londra 2016 - Velocità: 13ª
Londra 2016 - Velocità a squadre: 2ª
- Giochi olimpici

Londra 2012 - Velocità a squadre: 2ª
Rio de Janeiro 2016 - Velocità a squadre: vincitrice
Rio de Janeiro 2016 - Velocità: 16ª
Rio de Janeiro 2016 - Keirin: 17ª